# Anaides carioca
Anaides carioca är en skalbaggsart som beskrevs av Federico Ocampo 2006. Anaides carioca ingår i släktet Anaides och familjen Hybosoridae. Inga underarter finns listade i Catalogue of Life.